# NK Tabor Sežana
NK Tabor Sežana je nogometni klub iz Sežane, Primorska, Republika Slovenija.
 
U sezoni 2024./25. "Tabor Sežana" je član "Druge slovenske lige".

## O klubu
Godine 1923. osnovano je Mladinsko društvo Tabor-Sežana, koje je vodio i organizirao publicist i političar Ivan Regent. Četiri godine kasnije, 1927., talijanske fašističke vlasti zabranjuju klub. Zbog toga klub nije djelovao sljedećih 18 godina, a ponovno je oživljen 1945. godine nakon Drugog svjetskog rata. U početku se Sežana natjecala u Tršćanskoj ligi (zona A), ali je nakon uspostave Slobodnog teritorija Trsta 1947. godine prešla u Primorsku ligu u jugoslavenskoj nogometnoj piramidi. Tijekom 1950-ih klub se zvao Železničar i natjecao se u ljubljansko-primorskoj ligi.
Od 1965. do 1971. natjecao se u Slovenskoj zonskoj ligi – Zapad, četvrtom rangu u Jugoslaviji, odnosno drugom u SR Sloveniji, prije nego što je ponovno ispao u Primorsku ligu. U sezoni 1975./76., momčad je stigla do finala Slovenskog republičkog kupa, gdje je izgubila od ljubljanskog Mercatora u dvije utakmice. U sezoni 1981./82. klub je, natječući se pod sponzorskim imenom Tabor Jadran, osvojio Slovensku zonsku ligu – Zapad i prvi put se plasirao u Slovensku republičku ligu. Međutim, ispao je u svojoj prvoj sezoni nakon što je završio na 13. mjestu od 14 momčadi.
Nakon osamostaljenja Slovenije 1991., Tabor se natjecao u novoosnovanoj Drugoj slovenskoj ligi (2. SNL), drugom rangu slovenskog nogometa. U sezoni 1992./93. ispao je iz druge lige. Nakon osvajanja 3. SNL – Zapad 1997./98., vraća se u drugi rang. U sezoni 1999./00. Tabor je promoviran u slovensku Prvu ligu, ligu najvišeg stupnja slovenskog nogometa, nakon što je u sezoni u 2. SNL završio na drugom mjestu, iza Kopra. Odmah je ispao nakon što je završio na posljednjem mjestu u sezoni 2000./01. u slovenskoj Prvoj ligi. Tijekom sezone 2003./04. Druge lige, klub se povukao iz lige i bankrotirao. Počeo je na dnu nogometne piramide pod imenom Mladinsko nogometno društvo Tabor. Do 2012. natjecao se u četvrtom rangu – Primorskoj lige (s iznimkom 2008./09., kada je igrao u trećem rangu i ponovno odustao tijekom sezone). Do 2017. godine Tabor je stekao promociju u drugu ligu. U lipnju 2019. pobijedio je Goricu u doigravanju za promociju/ispadanje u dvije utakmice i time se vratio u prvu ligu po prvi put od 2001.

## Poznati igrači
- Boško Boškovič
- Darko Karapetrović
- Željko Spasojević
- Radenko Kneževič
- Erik Salkić
- Edi Bajrektarevič
- Davor Škerjanc

## Poznati treneri
- Mauro Camoranesi

## Vanjske poveznice
- službena stranica